# Provincia Mary
Provincia Mary (în limba turkmenă: Mary welaýaty, în limba rusă: Мары велаяты) este o unitate administrativă de gradul I a Turkmenistanului, situată în sud-estul țării, la frontiera cu Afganistanul. Suprafața totală a provinciei Mary este de 87.150 km², iar populația de 1.480.400 de locuitori. Reședința provinciei Mary este orașul Mary. 

## Subdiviziunile provinciei Mary
Provincia Mary este împărțită în 11 districte / etraplar și un oraș:
- Oraș:
  - Baýramaly
- Districte / Etraplar:
  - Altyn Sahra (din aprilie 2008)[3][4]
  - Baýramaly
  - Garagum
  - Mary
  - Murgap
  - Oguzhan
  - Sakarçäge
  - Serhetabat, fostul district Gușgî / Gușgy
  - Tagtabazar
  - Türkmengala
  - Wekilbazar